# 眾神派對
《眾神派對》，又称神觉者。由莉莉丝游戏开发并发行于2022年5月10日的3D回合制战略角色扮演手游。

## 游戏玩法
《眾神派對》的玩法是典型的回合制戰鬥，玩家可以自由选择5个代行者进入关卡。游戏中除了对战外，还有角色强化、神格共鳴、角色觉醒等游戏内容。

## 剧情
充滿著神祕而奇特的時尚都市「傑雷特」是《眾神派對》的舞台。神秘且巨大的建築「神蹟」從地底升起并釋放出神性聲波，人類的生活發生驚人的變化。那些因聲波而蒙受神格力量的「代行者」，在都市中擁有超凡的能力和無與倫比的力量并成為人類的救世主。然而，神蹟也帶來一系列的災難和毀滅。隨著神蹟怪物的出現，都市逐漸陷入混亂和恐慌之中。這些怪物強大而兇猛，對人類文明構成了威脅。面對這些威脅，獲得神格力量的英雄們並沒有退縮，而是挺身而出，带着獨特的信念和目標勇敢地面對挑戰。他們不僅与恐怖的神蹟怪物戰鬥，還要維護人類文明和保護無辜的生命。

## 评价
2023年3月29日，《眾神派對》获得韩国游戏畅销榜前30。AppTriger评价游戏中角色的夜店风格独特和有趣以及电子舞曲配乐的融合与幻想扮演游戏有鲜明的区别，并给出了75分。